# Elise LeGrow

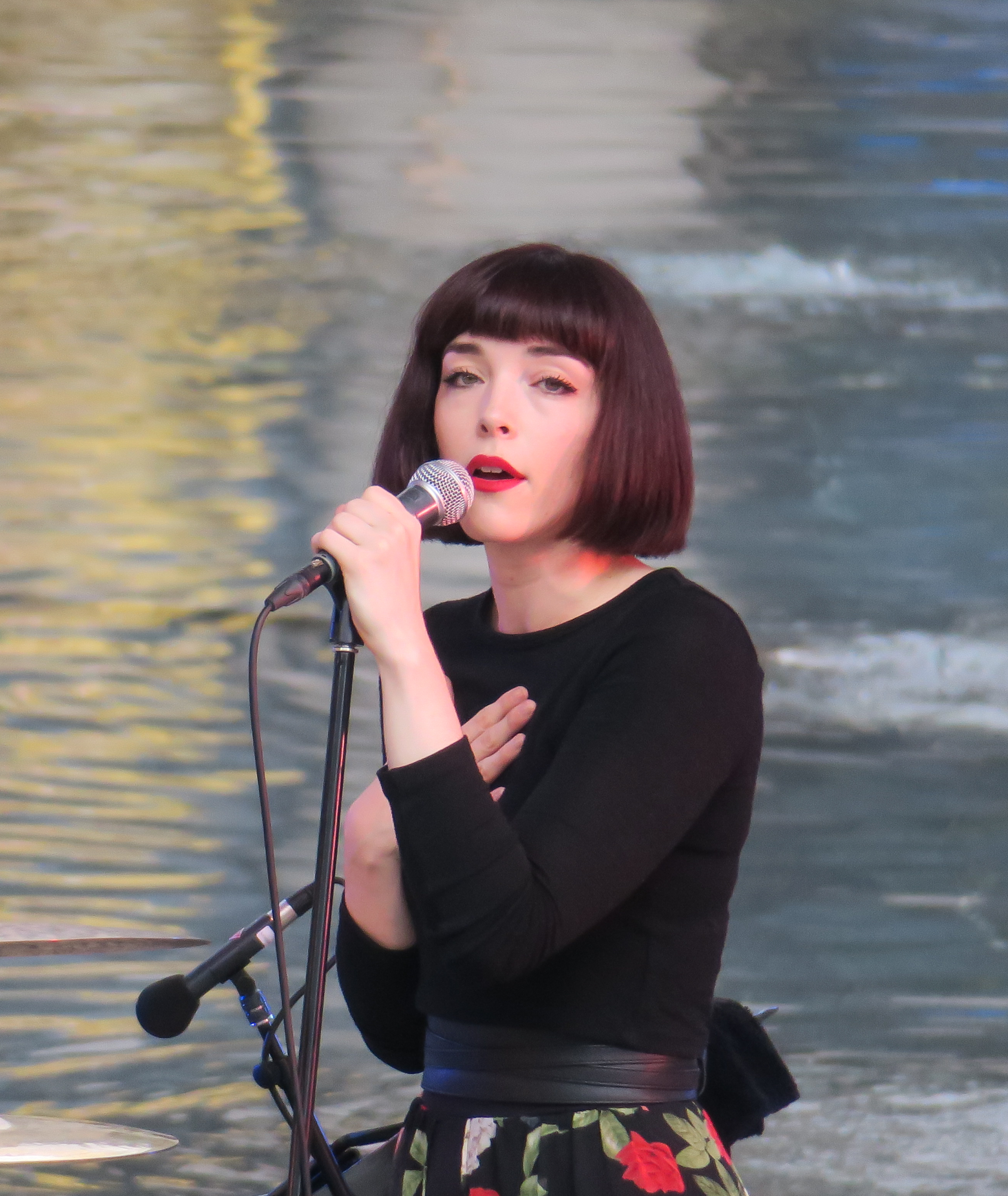
Elise LeGrow (2017)

Elise Madeline LeGrow (* 4. Juni 1987) ist eine kanadische R&B- und Soul-Sängerin und Songwriterin. Ihr musikalischer Stil wird des Öfteren mit dem von Amy Winehouse verglichen.

## Biografie
Nach einem Auftritt 2009 beim North by Northeast Festival in Toronto erhielt LeGrow einen Vertrag bei Sony/ATV Music Publishing. Dort veröffentlichte sie zwei EPs.
Ihre erste Single No Good Woman war im April 2012 eine der meistgespielten Singles im kanadischen Radio. Sie erreichte Platz 6 der „Nielsen BDS Adult Contemporary Chart“ und blieb 13 Wochen in den Top Ten.
2016, mittlerweile bei Awesome Music unter Vertrag, begann sie mit den Aufnahmen zu ihrem ersten Album. Das Album mit Coverversionen älterer Titel von Chess Records wurde von Steve Greenberg, Michael Mangini und Betty Wright produziert. Questlove, Captain Kirk Douglas sowie The Dap Kings waren an den Aufnahmen beteiligt.
Als erste Singleauskopplung kam im Mai 2017 You Never Can Tell heraus, ursprünglich von Chuck Berry. Im Juni 2017 erschien Who Do You Love (Bo Diddley), das auf Platz 15 in die „CBC Radio 2 Charts“ einstieg und schließlich in die Top Ten kam.
Elise LeGrow veröffentlichte ihr Debütalbum Playing Chess am 16. Februar 2018.